# Allargentum
L'allargentum est un minéral, antimoniure d'argent qui appartient à la classe des sulfures. Son nom est formé par le préfixe all-, qui provient du grec ἄλλος, állos, "distinct" et du latin argentum. Il a été découvert en 1950. Cette espèce possède deux localités types : la mine Beaver et la mine Hi-Ho, toutes deux en Ontario (Canada).

## Caractéristiques
L'allargentum est de couleur argentée et a une densité de 10-10,12 g/cm³. Elle cristallise dans le système hexagonal. Chimiquement c'est un alliage de formule générale Ag1-xSbx, avec x = 0,09-0,16.

## Classification
Selon la classification de Nickel-Strunz, l'allargentum appartient à "02.AA: Alliages de métalloïdes avec Cu, Ag, Au" avec les minéraux suivants : algodonite, cuprostibite, domeykite, domeykite-β, dyscrasite, koutekite, kutinaïte, maldonite novakite, et stistaïte.

## Formation
L'allargentum se trouve dans les mines d'argent-antimoine (dépôts de Ni-Co-Ag), avec une forte concentration d'Ag-Sb. On le trouve habituellement associé à l'argent contenant de l'antimoine et du mercure, ainsi qu'avec les minéraux suivants : stéphanite, argent, kutinaïte, discrasite, domeykite et breithauptite.